# Urs Janett

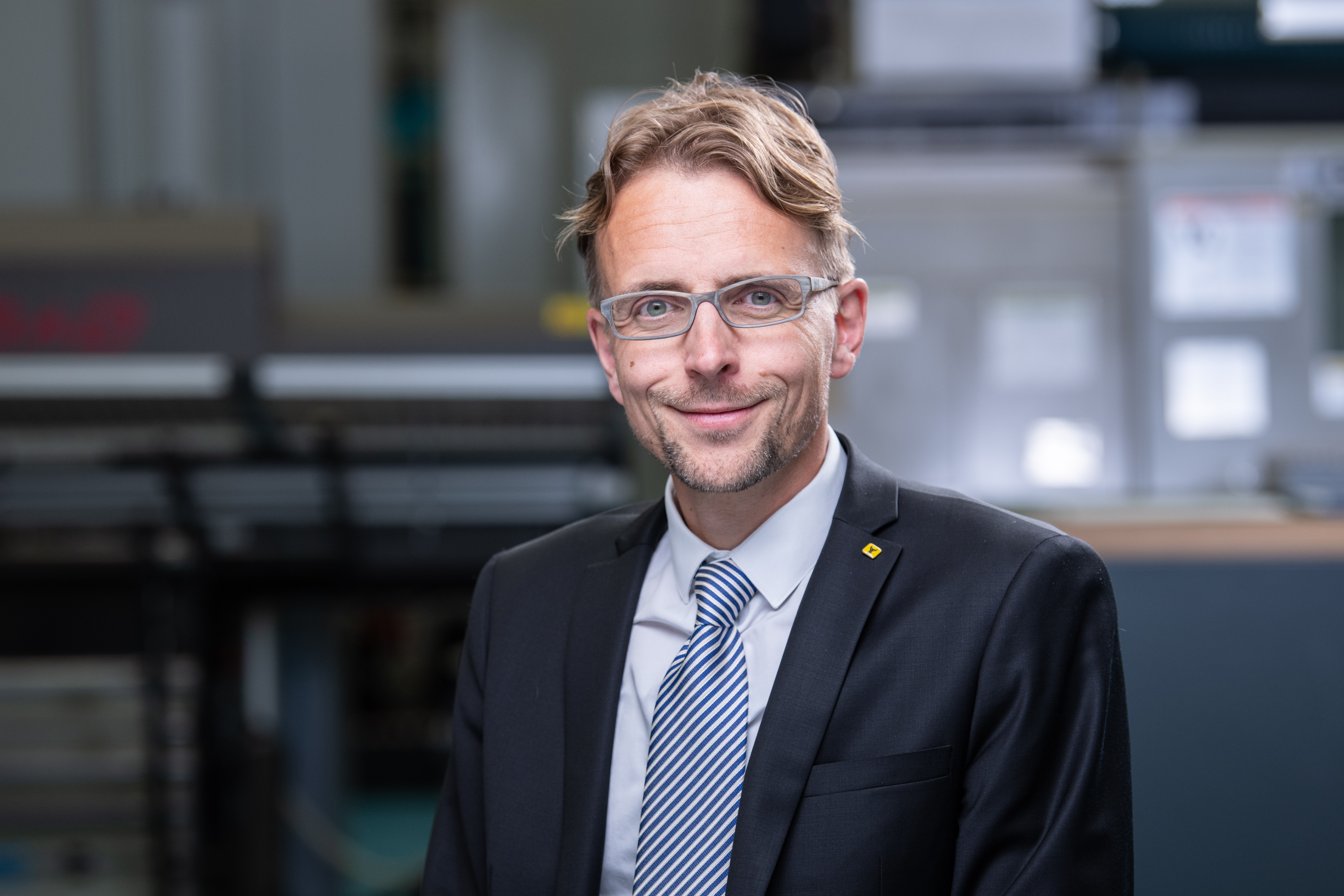
Urs Janett (2020)

Urs Janett (* 31. Mai 1976) ist ein Schweizer Politiker. Er ist heimatberechtigt in Zillis-Reischen im Kanton Graubünden und in der Stadt Zürich.
Er studierte von 1996 bis 2001 an der Universität Bern und an der University of Wales in Cardiff Rechtswissenschaften und schloss als lic. iur. ab. Zudem erlangte er das britische Diploma in Legal Studies. Nach dem Erwerb des Rechtsanwaltspatent war er in den Bereichen Human Resources, Recht und Führung tätig, davon zwischen 2007 und 2015 als Generalsekretär der Sicherheitsdirektion des Kantons Uri. Bevor er am 1. Juni 2016 in die Urner Regierung einzog, arbeitete er am Bundesverwaltungsgericht in St. Gallen als Generalsekretär. Mit Amtsantritt als Regierungsrat des Kantons Uri übernahm er die Finanzdirektion, welcher er bis dato vorsteht. Für den Zeitraum vom 1. Juni 2022 bis zum 31. Mai 2024 bekleidete er das Amt des Landammanns (Regierungspräsident). Zusätzlich zu seinem Amt als Finanzdirektor des Kantons Uri ist er Mitglied des Vorstands der Schweizerischen Finanzdirektorenkonferenz und Mitglied der Konferenz der Kantone KdK. Zudem nimmt er Einsitz in verschiedenen Verwaltungsräten und Kommissionen, so beispielsweise im Energiebereich, in der beruflichen Vorsorge, in den Schweizer Salinen und in der ch.Stiftung. Seit dem 1. Januar 2024 ist er ständiges Mitglied der Schweizer Delegation im Kongress der Regionen und Gemeinden des Europarats (KGRE) in Strassburg. Gesellschaftlich engagiert er sich u. a. als Präsident des Hist. Pistolen-Rütlischiessens.
Im März 2024 wurde er im ersten Wahlgang als Regierungsrat bestätigt.
Urs Janett wohnt in Altdorf, wo er von 2007 bis 2016 Gemeinderat war, davon insgesamt sieben Jahre als Verwalter. Er ist Mitglied der Freisinnig-Demokratischen Partei FDP, für die er von 2003 bis 2009 als Generalsekretär der Urner Kantonalpartei amtete. Im Militär bekleidet er den Rang eines Oberst und ist im Stab Landesregierung für rechtliche Belange (Legad) zuständig.
Urs Janett ist verheiratet und hat zwei Kinder.